# Francisco Rebelo
Francisco Moreira Silva Rebelo (Setúbal, 12 ottobre 1947) è un ex calciatore portoghese, di ruolo difensore.

## Carriera

### Club
Ha trascorso l'intera carriera nel campionato portoghese.

### Nazionale
Ha collezionato 8 presenze con la propria Nazionale.